# Myndus meadi
Myndus meadi är en insektsart som beskrevs av Kramer 1979. Myndus meadi ingår i släktet Myndus och familjen kilstritar. Inga underarter finns listade i Catalogue of Life.